# Do It Any Way You Wanna
Do It Any Way You Wanna is een single van de Amerikaanse muziekgroep The People's Choice. Het is afkomstig van hun album Boogie down U.S.A.. Het nummer is grotendeels instrumentale funk; de band zong alleen de titelregel.
Het was de tweede single onder deze groepsnaam. Eerder heette de band The People's Choice. Zij was afkomstig uit de stal van "Gamble and Huff". Bij deze single stond echter alleen Leon Huff als schrijver en muziekproducent aan het roer. Dat gold zowel voor de A- als B-kant. Voor de B-kant was Bobby Martin als arrangeur aangetrokken. Het bleef verreweg hun grootste (en in sommige landen enige) hit.
De basis van het lied werd verder gebruikt door Dillinger in zijn lied Cokane In My Brain, waarop ook Sly and Robbie meespeelden. Dat werd een nummer 1-hit in Nederland. In Nederland had verder de boyband Sat-R-Day er in een bewerking ook een kleine hit mee.

## Hitnotering
In de Billboard Hot 100 haalde Do it any way you wanna de elfde plaats; in de gelieerde soullijst een eerste plaats. In de UK Singles Chart stond het vijf weken genoteerd en haalde een 36e plaats. In Nederland en België waren de hitnoteringen beter.

### Nederlandse Top 40
Alarmschijf
| Positie: | 14 | 6 | 4 | 4 | 9 | 20 | 32 | 35 | 39 | uit |

### NederlandseDaverende 30
KC & the Sunshine Band hield Peoples Choice van de eerste plaats af met That's the way (I like it).
| Positie: | 29 | 14 | 7 | 3 | 2 | 5 | 15 | uit |

### BelgischeBRT Top 30
| Positie: | 22 | 9 | 14 | 5 | 9 | 12 | 21 | 18 | uit |

### VlaamseUltratop 30
| Positie: | 22 | 13 | 7 | 6 | 7 | 12 | 21 | 24 | uit |

### NPO Radio 2 Top 2000
Do it any way you wanna stond alleen in 2000 in de NPO Radio 2 Top 2000, op plek 1766.